# Seven Seas of Rhye
"Seven Seas of Rhye" är en låt av rockgruppen Queen, skriven av sångaren Freddie Mercury 1974, utgiven på albumet Queen II. Låten släpptes i början av 1974 som singel och blev bandets första stora hit i Storbritannien. En kortare instrumental version av låten hade året innan givits ut på debutalbumet Queen.

## Medverkande
- Freddie Mercury - sång, piano
- Brian May - gitarr, kör
- Roger Taylor - trummor, kör
- John Deacon - bas